# Râul Ciurba Mică
Râul Ciurba Mică este un curs de apă, afluent al râului Ciurba Mare. 